# John Seymour, IV duca di Somerset
John Seymour (1646 circa – 29 aprile 1675) è stato un nobile inglese, quarto duca di Somerset.

## Biografia
Figlio di William Seymour, II duca di Somerset e di sua moglie, lady Frances Devereux, John studiò al Grays Inn dal 1666.
Nel 1656 intanto aveva sposato la ricca ereditiera Sarah Alston, figlia di Sir Edward Alston, di cui divenne il secondo marito dopo George Grimston.
Alla morte di suo padre nel 1660 il titolo ducale venne ereditato dal nipote William, figlio di suo fratello maggiore Henry morto nel 1654.
Egli decise dunque di intraprendere la carriera politica e venne eletto membro del parlamento per la circoscrizione elettorale Marlborough nel 1661 e nel 1671, dopo la morte di suo nipote, divenne duca di Somerset.
Morì quattro anni dopo senza lasciare discendenza. Suo erede fu il cugino Francis.

## Ascendenza
|                                      |                                   |                    | Genitori                      |  |  | Nonni |  |  | Bisnonni                            |  |  | Trisnonni                          |  |
|                                      |                                   |                    |                               |  |  |       |  |  | Edward Seymour, I conte di Hertford |  |  | Edward Seymour, I duca di Somerset |  |
|                                      |                                   |                    |                               |  |  |       |  |  | Edward Seymour, I conte di Hertford |  |  | Edward Seymour, I duca di Somerset |  |
|                                      |                                   | Anne Stanhope      |                               |  |  |       |  |  | Edward Seymour, I conte di Hertford |  |  |                                    |  |
| Edward Seymour, visconte Beauchamp   |                                   |                    |                               |  |  |       |  |  | Edward Seymour, I conte di Hertford |  |  |                                    |  |
|                                      |                                   | Catherine Grey     | Henry Grey, I duca di Suffolk |  |  |       |  |  |                                     |  |  |                                    |  |
|                                      |                                   | Catherine Grey     | Henry Grey, I duca di Suffolk |  |  |       |  |  |                                     |  |  |                                    |  |
|                                      |                                   | Catherine Grey     | Frances Brandon               |  |  |       |  |  |                                     |  |  |                                    |  |
| William Seymour, II duca di Somerset |                                   | Catherine Grey     |                               |  |  |       |  |  |                                     |  |  |                                    |  |
|                                      |                                   | Richard Rogers     | John Rogers                   |  |  |       |  |  |                                     |  |  |                                    |  |
|                                      |                                   | Richard Rogers     | John Rogers                   |  |  |       |  |  |                                     |  |  |                                    |  |
|                                      |                                   | Richard Rogers     | Katherine Weston              |  |  |       |  |  |                                     |  |  |                                    |  |
| Honora Rogers                        |                                   | Richard Rogers     |                               |  |  |       |  |  |                                     |  |  |                                    |  |
|                                      |                                   | Cecilia Luttrell   | Andrew Luttrell               |  |  |       |  |  |                                     |  |  |                                    |  |
|                                      |                                   | Cecilia Luttrell   | Andrew Luttrell               |  |  |       |  |  |                                     |  |  |                                    |  |
|                                      |                                   | Cecilia Luttrell   | Margaret Wyndham              |  |  |       |  |  |                                     |  |  |                                    |  |
| John Seymour, IV duca di Somerset    |                                   | Cecilia Luttrell   |                               |  |  |       |  |  |                                     |  |  |                                    |  |
|                                      | Walter Devereux, I conte di Essex | Richard Devereux   |                               |  |  |       |  |  |                                     |  |  |                                    |  |
|                                      | Walter Devereux, I conte di Essex | Richard Devereux   |                               |  |  |       |  |  |                                     |  |  |                                    |  |
|                                      | Walter Devereux, I conte di Essex | Dorothea Hastings  |                               |  |  |       |  |  |                                     |  |  |                                    |  |
| Robert Devereux, II conte d'Essex    | Walter Devereux, I conte di Essex |                    |                               |  |  |       |  |  |                                     |  |  |                                    |  |
|                                      |                                   | Lettice Knollys    | Francis Knollys               |  |  |       |  |  |                                     |  |  |                                    |  |
|                                      |                                   | Lettice Knollys    | Francis Knollys               |  |  |       |  |  |                                     |  |  |                                    |  |
|                                      |                                   | Lettice Knollys    | Catherine Carey               |  |  |       |  |  |                                     |  |  |                                    |  |
| Frances Devereux                     |                                   | Lettice Knollys    |                               |  |  |       |  |  |                                     |  |  |                                    |  |
|                                      |                                   | Francis Walsingham | William Walsingham            |  |  |       |  |  |                                     |  |  |                                    |  |
|                                      |                                   | Francis Walsingham | William Walsingham            |  |  |       |  |  |                                     |  |  |                                    |  |
|                                      |                                   | Francis Walsingham | Joyce Denny                   |  |  |       |  |  |                                     |  |  |                                    |  |
| Frances Walsingham                   |                                   | Francis Walsingham |                               |  |  |       |  |  |                                     |  |  |                                    |  |
|                                      |                                   | Ursula St. Barbe   | Henry St. Barbe               |  |  |       |  |  |                                     |  |  |                                    |  |
|                                      |                                   | Ursula St. Barbe   | Henry St. Barbe               |  |  |       |  |  |                                     |  |  |                                    |  |
|                                      |                                   | Ursula St. Barbe   | Eleanor Lewkenor              |  |  |       |  |  |                                     |  |  |                                    |  |
|                                      |                                   | Ursula St. Barbe   |                               |  |  |       |  |  |                                     |  |  |                                    |  |